# Periecs
Els periecs (grec antic: περίοικοι) foren la segona classe social de la polis d'Esparta, per sota els esparciates i per damunt els hilotes. Habitaven en poblacions de Lacedemònia o altres territoris dependents, però en qualsevol cas fora d'Esparta. Tenien drets polítics locals, en les seves respectives poblacions, però no dins l'estat espartà, que només contemplava els drets pels esparciates. No obstant això, eren personalment lliures, a diferència dels hilotes. Literalment, periec vol dir 'veí', el sentit més comú del terme, que en el cas espartà s'especialitzà per referir-se a aquesta classe social.
Aquesta condició es va originar a partir d'una conquesta; així, es deia que els habitants de Lacònia que eren aqueus van esdevenir periecs dels conqueridors doris. En realitat, tant els espartans com els seus veïns eren doris, o descendents de la mescla produïda entre els conqueridors doris i els aqueus autòctons. Posteriorment, els espartans sotmeteren els seus veïns i així esdevengueren periecs.
Inicialment es van establir unes determinades condicions de subjecció per les quals eren deixats en possessió dels seus drets privats de ciutadania, però van perdre part de les seves terres, van haver de reconèixer el rei o cap d'estat invasor; eren elegibles per tots els càrrecs excepte pel més alt. Però al cap d'una o dues generacions aquest arranjament es va trencar i els periecs van esdevenir vassalls dels conqueridors, potser després d'una revolta frustrada; les seves terres tenien taxes elevades i van perdre els drets de ciutadania (casar-se amb doris, vot a l'assemblea general, dret a ser elegits per les magistratures). No eren especialment oprimits però se situaven en un estat notablement inferior a la classe dominant encara que per damunt dels ilotes. Eren considerats tan allunyats dels espartans que els èfors podien ordenar la seva mort sense judici. Els més distingits van poder exercir alguns càrrecs especialment a la marina per la qual els espartans no estaven prou dotats; els periecs servien com a soldats de línia amb armes pesants, no com els ilotes que només portaven armes lleugeres. I per exemple a la batalla de Platea lluitaven com a hoplites, amb un auxiliat ilota cadascun. Dels 292 presoners fets pels atenencs a Esfactèria, 120 eren espartans i la resta periecs. Tucídides diu que els periecs exercien alts comandaments, i al final de la guerra del Peloponès, un periec tenia el grau de navarc o almirall, però no exercien comandament sobre soldats espartans i el navarc dirigia una flota aliada de l'illa de Quios.
A la revolta dels ilotes de l'any 464 aC una part dels periecs s'hi van unir. El 368 aC quan els tebans van envair Lacònia, els periecs estaven disposats a ajudar-los. També es van mostrar els més hostils als espartans durant la revolta de Cinadó. Per tots aquests fets coneguts es pot considerar als periecs de Lacònia com a desafectes a l'estat. Per això els espartans els mantingueren dispersos en gran nombre de llogarets sense poder residir a les grans ciutats, i ocupant la part més improductiva del país, perquè la millor terra era pels espartans. Plutarc atribueix el repartiment de terres a Licurg, que va pensar en deixar sense gaires béns als periecs i els va assignar les terres accidentades i pedregoses.
Els periecs, encara que no assistien a les assemblees i no tenien altres drets, gaudien d'alguns avantatges, que no privilegis, que els espartans no tenien. El monopoli de la fabricació d'objectes i del comerç estava a les seves mans, ja que ocupaven les ciutats de la costa; també cultivaven les arts i la major part dels artistes de tota mena a Esparta eren periecs.
El nombre de ciutats dels periecs era d'unes cent, algunes a la costa com Gítion, el port d'Esparta, altres a l'interior com Túria o Cardamile; l'illa de Citera, el centre del comerç amb Egipte, també era poblada de periecs que rebien cada any un magistrat especial enviat per Esparta (el Justícia de Citera). Sembla que els periecs tenien els seus propis governants a les ciutats però hi havia una mena de governador espartà a diferents districtes que controlava sobretot temes administratius. S'han fet càlculs basats en el nombre de soldats aportats a Platea, i es pensa que la població de periecs era en aquells temps d'uns 66.000 habitants.
Les ciutats dels periecs van ser en part sostretes a Esparta per Tit Quinti Flaminí i incorporades a la Lliga Aquea. August va crear 24 noves comunitats lliures conegudes com a Eleutero-Lacònia (laconis lliures); encara algunes ciutats dels periecs van restar subjectes a Esparta.
Sembla que hi havia periecs a altres llocs com Beòcia (per exemple a Tèspies), l'Argòlida (per exemple a Ornea, virtualment independent fins al 580 aC) i a l'Èlida (Trifília). També hi havia periecs a les ciutats dòriques de Creta i a les colònies de Cirene i Tera.